# Liv Hovde
Liv Hovde (sinh ngày 25 tháng 10 năm 2005) là một vận động viên quần vợt người Mỹ.
Ở cấp độ trẻ, Hovde có thứ hạng ITF cao nhất là vị trí số 3, đạt được vào ngày 28 tháng 11 năm 2022. Cô vào vòng bán kết đơn nữ trẻ Giải quần vợt Úc Mở rộng 2022, tứ kết đơn nữ trẻ Giải quần vợt Pháp Mở rộng 2022 và là nhà vô địch đơn nữ trẻ Wimbledon 2022.

## Chung kết ITF Circuit

### Đơn: 3 (3 danh hiệu)
| Chú thích         |
| ----------------- |
| Giải đấu $100,000 |
| Giải đấu $80,000  |
| Giải đấu $60,000  |
| Giải đấu $40,000  |
| Giải đấu $25,000  |
| Giải đấu $15,000  |

| Kết quả | T-B | Ngày              | Giải đấu                  | Thể loại | Mặt sân | Đối thủ          | Tỷ số              |
| ------- | --- | ----------------- | ------------------------- | -------- | ------- | ---------------- | ------------------ |
| Vô địch | 1–0 | Tháng 9 năm 2022  | ITF Lubbock, Hoa Kỳ       | 15,000   | Cứng    | Carson Branstine | 7–6(7–2), 6–1      |
| Vô địch | 2–0 | Tháng 10 năm 2022 | ITF Fort Worth, Hoa Kỳ    | 25,000   | Cứng    | Reese Brantmeier | 7–6(7–1), 6–4      |
| Vô địch | 3–0 | Tháng 5 năm 2023  | ITF Bethany Beach, Hoa Kỳ | 25,000   | Đất nện | Raveena Kingsley | 6–4, 6–7(5–7), 6–2 |

## Chung kết Grand Slam trẻ

### Đơn nữ trẻ: 1 (1 danh hiệu)
| Kết quả | Năm  | Giải đấu  | Mặt sân | Đối thủ      | Tỷ số    |
| ------- | ---- | --------- | ------- | ------------ | -------- |
| Vô địch | 2022 | Wimbledon | Cỏ      | Luca Udvardy | 6–3, 6–4 |